# Аннемік ван Влейтен
Аннемік ван Влейтен (нід. Annemiek van Vleuten, нар. 8 жовтня 1982) — нідерландська велогонщиця, олімпійська чемпіонка та срібна призерка Олімпійських ігор 2020 року.
Ван Влейтен є дворазовою переможницею шосейних перегонів (2019 і 2022) і перегонів на час (2017 і 2018) на чемпіонаті світу UCI з шосейних велогонок. 2016 року на Олімпійських іграх вона вилетіла з лідерства в шосейних перегонах, а потім виграла золоту медаль у перегонах на час і срібну медаль у шосейних перегонах на Олімпіаді 2020 року, яку відклали через пандемію COVID-19. Вона виграла національний чемпіонат Нідерландів з шосейних перегонів у 2012 році та чотири рази виграла національний чемпіонат Нідерландів з перегонів на час між 2014 і 2019 роками.
Ван Влейтен виграла три жіночих Велосипедних Гранд-турів — тричі виграла Giro d'Italia Donne у 2018, 2019 та 2022 роках, виграла перший Tour de France Femmes у 2022 році та виграла La Vuelta Femenina у 2023. Вона стала першою жінкою, яка виграла дубль Джиро-Тур того ж року.
Перемагаючи на жіночому шосейному Кубку світу UCI у 2011 році та у жіночому світовому турі UCI у 2018, 2021 та 2022 роках, Ван Влейтен виграла кілька етапних перегонів та одноденних змагань. Вона неодноразово вигравала так звані велосипедні монументи, зокрема Liège–Bastogne–Liège Femmes, Strade Bianche Donne і Tour of Flanders for Women. Її тричі визнавали найкращою голландською велогонщицею року. Ван Влейтен завершить кар'єру в кінці сезону 2023 року.

## Виступи на Олімпіадах
| Олімпіада           | Дисципліна      | Місце |
| ------------------- | --------------- | ----- |
| Лондон 2012         | групова гонка   | 14    |
| Ріо-де-Жанейро 2016 | групова гонка   | DNF   |
| Токіо 2020          | групова гонка   | 2     |
| Токіо 2020          | роздільна гонка | 1     |